# Der Bajazzo (Thomas Mann)
Der Bajazzo ist eine Novelle von Thomas Mann, die zunächst 1897 in der Literaturzeitschrift Neue Deutsche Rundschau publiziert wurde und dann in der Novellensammlung Der kleine Herr Friedemann von 1898 erschien.

## Inhalt
Der 30-jährige Ich-Erzähler blickt auf sein Leben zurück. Als Sohn eines vermögenden Kaufmanns sind ihm materielle Sorgen stets fremd gewesen. Immer kann er irgendeiner Neigung nachgeben. Das beginnt im zarten Kindesalter mit phantasievollen Opern-Aufführungen an seinem wohlausgestatteten Puppentheater im Vaterhaus und setzt sich in der Schule fort, wo er seine Mitschüler erheitert, indem er die Lehrer nachahmt. Im Unterricht versagt er, weil er sich nicht auf den Lehrstoff, sondern ausschließlich auf die Gestik der Lehrer konzentriert. Der Vater zeigt sich darüber ungehalten, wirft ihm seine Bajazzo-Haltung vor und verordnet ihm eine Kaufmannslehre.
Nach dem Tod des Vaters erbt der Sohn ein komfortables Vermögen. Nachdem auch die Mutter gestorben ist, reist der Ich-Erzähler umher, hält sich für insgesamt drei Jahre in Italien, Sizilien und Spanien auf und lebt, sich nicht allzu verschwenderisch in Pensionen einquartierend, von seiner Erbschaft. Er will alles Mögliche, nur nicht ernsthaft arbeiten. Sein musikdramatisches Talent bleibt auch in der Fremde nicht unbemerkt und wird teils bewundert, teils wohlwollend belächelt. Er spürt deutlich, dass er das Zeug zum Musiker oder Schauspieler hat, fängt aber gar nicht erst mit der Ausbildung in einem dieser Fächer an.
Schließlich zieht es ihn nach Deutschland zurück, und er lässt sich in einer mitteldeutschen Residenzstadt nieder. Dort gefällt es ihm, er fühlt aber auch eine bis dahin unbekannte Verbindlichkeit in seinem Dasein. Langeweile bekämpft der Erzähler erfolgreich mit Klavierspiel und der Lektüre moderner Romane. Er kleidet sich sorgfältig, besucht zwar Theateraufführungen, meidet sonst aber die Gesellschaft.
Da begegnet er auf einem seiner Spaziergänge am Lerchenberg der schönen, sorglos wohlhabenden Anna, die sich vom Kutscherbock aus in Begleitung ihres Vaters, des Justizrats Rainer, in kindlichem Eifer bemüht, die Pferde ihres zweispännigen Jagdwagens zu zügeln. Der Bajazzo nimmt sich vor, das junge, natürliche Mädchen näher kennenzulernen. Als er Anna ein paar Tage später in der Oper entdeckt, muss er allerdings zu seinem Entsetzen feststellen, dass das Fräulein einen gutaussehenden Verehrer, den selbstsicheren Assessor Dr. Alfred Witznagel, an ihrer Seite hat. Trotzdem will er es mit dem Rivalen aufnehmen. So sucht er Annas Nähe auf einem gut besuchten Wohltätigkeitsbasar im Rathaus der Stadt, wo sie, verkleidet als italienische Wein- und Limonadenverkäuferin, agiert. Wieder ist der junge Assessor an ihrer Seite. Den Ich-Erzähler befällt zum ersten Mal in seinem Leben das gar nicht mehr bajazzohafte Gefühl, als „ein Fremder, Unberechtigter, Unzugehöriger“ zu stören und sich lächerlich zu machen. Er verpatzt seinen Auftritt, zumal auch seine Kleidung, auf die er immer größtes Gewicht legt, an jenem Tage nicht sehr korrekt ist. Mit seiner unangemessen forschen und hölzernen Anrede erntet er Annas Missfallen und einen spöttischen Seitenblick auf Witznagel. Peinlich abgefertigt sucht er das Weite.
Bald darauf liest er in der Zeitung, dass sich Anna und der Assessor verlobt haben. Diese Nachricht stürzt ihn in eine tiefe Krise. Er, der sich in seiner leichtlebigen Distanzierung vom Ernst der menschlichen Gesellschaft stets glücklich schätzte, ist nun unglücklich. Die von ihm ignorierte Gesellschaft zahlt es ihm jetzt zurück und missachtet ihn ihrerseits. Voller Selbstekel beschließt er seinen Bericht. Sogar ein Selbstmord kommt für ihn als Ausweg nicht in Betracht, denn „wäre das nicht beinahe zu heldenhaft für einen 'Bajazzo'?“

## Rezeption
- Hermann Kurzke weist auf den „überlegenen Spott“ hin, den der Bajazzo für seine Lehrer in der Schule übrig hat. Eigentlich, meint Vaget, könnte „Der Bajazzo genauso gut auch Der Dilettant heißen“. Ein fragwürdiges Selbstvertrauen, gegründet auf Spott, Schauspielerei und Dilettantismus, lasse den Ich-Erzähler bei der „Bewährungsprobe“ Anna Rainer scheitern. Von dieser Niederlage könne er sich nicht mehr erholen.
- Kurzke erwähnt auch die autobiographischen Züge in der Erzählung, vor allem, was das „Bild von Vater und Mutter“ angehe, das dem der Eltern von Thomas Mann in mehrfacher Hinsicht ähnlich sei.
- Hans R. Vaget spricht eine Formschwäche der Erzählung an. Durch die unglücklich gewählte Ich-Form werde eine „Selbstbemitleidung“ des Erzählers begünstigt, die es dem Leser erschwere, Sympathie für ihn zu entwickeln.

## Ausgaben
- Thomas Mann: Der kleine Herr Friedemann und andere Novellen. S. Fischer Berlin 1909. 171 Seiten, Inhalt: Der Wille zum Glück / Enttäuschung / Der Bajazzo / Tobias Mindernickel / Luischen / Die Hungernden / Das Eisenbahnunglück.
- Thomas Mann: Novellen. 2 Bände. Fischer, Berlin 1922. Erste bis zehnte Auflage. 373 Seiten. Gesammelte Werke. Band 1: Der kleine Herr Friedemann – Enttäuschung – Der Bajazzo – Tobias Mindernickel – Luischen – Der Weg zum Friedhof – Die Hungernden – Der Kleiderschrank – Gladius Dei – Ein Glück – Beim Propheten
- Thomas Mann: Sämtliche Erzählungen. Band 1. Fischer-Taschenbuch-Verlag, Frankfurt 1987, ISBN 3-10-348115-2, S. 102–136